# Etildicloroarsina
Etildicloroarsina ou ED, é um composto organoarsênico formulado em CH3CH2AsCl2. É um agente químico usado como arma química. 